# Ibinabo Fiberesima
Ibinabo Fiberesima es una actriz nigeriana y expresidenta del Gremio de Actores de Nigeria.

## Biografía
Fiberesima nació el 13 de enero de 1970, de padre nigeriano y madre irlandesa. Comenzó su educación en el YMCA Play Center, Port Harcourt antes de continuar con su educación secundaria en el Federal Government Girls College, New Bussa, estado de Níger. Tiene una Licenciatura en Lengua y Literatura Inglesas de la Universidad de Ibadán.

## Carrera
Participó en la edición 1991 del certamen de belleza Miss Nigeria, resultando primera finalista. Anteriormente, había ganado el concurso Miss Wonderland en 1990, y ese mismo año quedó en segundo lugar en el concurso Miss NUGA celebrado en la Universidad de Calabar.
En 1992, compitió en el concurso la Chica Más Bella de Nigeria por primera vez, donde quedó como segunda finalista. También fue segunda finalista del mismo concurso en 1998. En 1997, compitió y ocupó el lugar de primera finalista de la edición de ese año de Miss Nigeria antes de ser coronada como ganadora de Miss Wonderful 1997.
Debutó como actriz de cine en la película Most Wanted y desde entonces ha protagonizado varias películas nigerianas.

## Controversia
En 2009, fue acusada de homicidio involuntario y conducción imprudente en un accidente que dejó una víctima fatal en 2006. El 16 de marzo de 2016, fue despedida como presidenta del Gremio de Actores de Nigeria y sentenciada a 5 años de cárcel por un Tribunal Superior Federal con sede en Lagos. Sin embargo, el 7 de abril de 2016 un Tribunal de Apelación de Lagos le concedió una fianza por la suma de ₦ 2 millones y dos fianzas en la misma cantidad, en espera de la resolución de su apelación en el Tribunal Supremo.

## Filmografía
- Most Wanted
- The Ghost
- St. Mary
- The Twin Sword
- Ladies Night
- The Limit
- Letters to a stranger
- '76
- Rivers Between
- A Night In The Philippines
- Pastor's Wife
- Camouflage "